# Maurice du Boisrouvray
Maurice  de Jacquelot du Boisrouvray (Versailles, 8 giugno 1913 – Bengasi, 20 dicembre 1941) è stato un militare e aviatore francese, particolarmente distintosi nel corso della seconda guerra mondiale. Decorato con la Croce di Cavaliere della Legion d'onore, dell'Ordre de la Libération, della Croix de guerre 1939-1945 con tre palme, e della Médaille de la Résistance. Ha accumulato più di 333 ore di volo e 22 missioni di guerra. Mort pour la France.

## Biografia
Nacque il 27 luglio 1910 in rue de la Chancellerie a Versailles, figlio del conte Amaury e di Joséphine de Polignac.  Frequentò il prestigioso Collège de Normandie a Verneuil-sur-Avre, nell'Eure, dove conseguì il diploma di maturit (latino, scienze, filosofia), e nel 1929 alla École Libre des Sciences Morales et Politiques di Parigi conseguendo poi la laurea in giurisprudenza nel 1932.
Conseguito il brevetto per il pilotaggio degli aerei leggeri, il 15 ottobre 1932 iniziò il servizio militare nell'Aéronautique Militaire come soldato semplice, dapprima presso il 21° Battaglione deposito di Nancy, e poi, dal 20 aprile 1933, come allievo ufficiale della riserva presso la Scuola pratica d'aviazione di Avord, dove ottenne il brevetto numero 2600 di osservatore dall'aeroplano. Ritornò alla vita civile con il grado di sottotenente osservatore nella riserva dell'Armée de l'air il 5 ottobre del 1933. Il 15 luglio 1937 viene promosso tenente della riserva. Nel 1938 esercitava il mestiere di impiegato di banca a Dakar, in Senegal. Nel 1939 risiedeva a Cruro, in Bolivia, con il signor Simón Iturri Patiño, un pioniere dell'estrazione dello stagno soprannominato "il Rockefeller delle Ande". Sua figlia, Luzmila, aveva sposato suo fratello Guy nel giugno del 1938.
Fu richiamato in servizio attivo il 3 settembre 1939, dopo lo scoppio della seconda guerra mondiale. Il 24 ottobre dalle Antille fu richiamato in Francia, assegnato alla base aerea 117 di Parigi, da dove il 19 novembre fu trasferito al 105° Battaglione aereo di Clermont-Ferrand-Aulnat. Il 5 gennaio 1940 prese servizio presso lo stato maggiore dell'aeronautica del XXXXI Corpo d'armata. Dal 10 giugno prese parte alla battaglia di Francia eseguendo missioni di ricognizione sulle Ardenne e sulla Meuse.  Fu poi ritirato con la sua unità nel sud-ovest della Francia nel giugno 1940. Il 17 dello stesso mese sentì il discorso radiofonico del Maresciallo di Francia Philippe Pétain che chiedeva la cessazione delle ostilità e suggeriva un armistizio con i rappresentanti dell'esercito tedesco, ponendo fine a ogni speranza di continuare la lotta e sconfiggere l'invasore.
Rifiutando la firma dell'armistizio con la Germania, il 21 giugno 1940, si imbarcò a Saint-Jean-de-Luz sulla nave polacca Sobieski diretta in Inghilterra, che arrivò a Plymouth il giorno 23. Il 24 giugno, i passeggeri sbarcarono sul molo e gli aviatori si radunarono alla stazione ferroviaria per andare a Liverpool. La mattina del 25 giugno 1940, al loro arrivo, gli autobus li portarono all'ippodromo di Aintree, trasformato per l'occasione in un vasto accampamento dove si trovavano circa 20.000 uomini, tra marinai, soldati e aviatori. Molti attendevano di essere rimpatriati in Francia, poiché l'armistizio era stato firmato il 22 giugno. Pochissimi si offrirono volontari per rispondere alla chiamata del generale Charles de Gaulle. Deciso a continuare a combattere fu mandato alla base aerea della Royal Air Force di Cosford, da dove il 4 luglio fu mandato a quella di St. Athan, nei pressi di Cardiff, Galles. Tale base era al comando del commodoro John David Boyle, un veterano della prima guerra mondiale. Durante un permesso a Londra, si riunì al fratello Guy, che si trovava già in Inghilterra da nove mesi, assegnato all'addetto aeronautico presso l'Ambasciata francese nella Capitale.
Il 17 luglio entrambi si arruolarono nelle Forces aériennes françaises libres (FAFL), e lui ricevette la matricola 30493. Il 31 luglio apprese da un giornale britannico di essere stato condannato a morte in contumacia dal governo di Vichy, e il 3 agosto mandato presso la base aerea di Odinham, dove si stava formando un centro di addestramento per aviatori francesi e belgi.
Assegnato alla Escadrille "Topic", dotata di 8 Bristol Blenheim, come capo navigatore, lasciò l'Inghilterra per la baia di Takoradi, Africa Equatoriale Francese, nell'ottobre 1940, in forza al Gruppo misto da combattimento No. 1 del comandante Lionel de Marmier. Da Takoradi, a bordo della Arundel Castle, l'Escadrille di trasferì a Lagos, Nigeria
Il 22 dicembre 1940, con la fusione delle Escadrille "Menace" e "Topic", fu costituito il Groupe réservé de bombardement n°1 (GRB 1), dotato di sei bombardieri Bristol Blenheim e 8 ricognitori Westland Lysander e basato a Fort Lamy, Ciad. Tra la fine del dicembre 1930 e l'inizio del marzo 1941 il reparto fornì  supporto aereo alle operazioni condotte contro gli italiani dal colonnello Philippe Leclerc de Hauteclocque nel deserto libico, culminate con la conquista dell'oasi di Cufra.
Il 20 aprile fu assegnato a disposizione del Maresciallo dell'aria della RAF nel Medio Oriente in qualità di comandante della Escadrille de bombardement n°1 in Sudan. Arrivò a Khartum il 28 dello stesso mese, ponendosi agli ordini del colonnello Jean Astier de Villatte. Partecipò alla fasi finali della Campagna dell'Africa Orientale Italiana, colpendo la posizioni fortificate di Chelga e il campo d'aviazione di Azozzo durante la battaglia di Gondar. Il 1 agosto 1941 fu assegnato allo stato maggiore delle Forces aériennes françaises libres al Il Cairo, in Egitto, e al suo arrivo fu nominato  ufficiale di collegamento con la Royal Air Force a Gerusalemme.
Promosso capitano il 1 novembre 1941, chiese di riunirsi alla sua unità, ora denominata Groupe del bombardement "Lorraine", equipaggiata con i bombardieri bimotori Bristol Blenheim. Assegnato al 2éme Escadrille, fu scelto dal comandante Édouard Corniglion-Molinier come suo navigatore. Insieme effettuarono una serie di missioni, e attaccando colonne corazzate tedesche e posizioni italiane.
Il 20 dicembre 1941, partì con un nuovo equipaggio (il sergente pilota Jean Redor e il sergente mitragliere Jean Perbost) per una missione di bombardamento di una colonna di veicoli corazzati tedeschi in ritirata a sud di Bengasi. Il suo aereo fu abbattuto da due caccia tedeschi Messerschmitt Bf 109 dello Jagdgeschwader 27 mentre raggiungeva l'obiettivo e precipitò in fiamme. I resti del bombardiere e del suo equipaggio non furono mai ritrovati. Il luogo stimato della scomparsa e a nord di El-Abi, nella zona di Bengasi.

### Annotazioni
1. ↑  La Sobieski imbarcò 2000 soldati e 250 civili, di cui un centinaio francesi.

### Fonti
1. 1 2 3 4 5 6 7  Ordre de la Liberation.
2. ↑  Leonore.
3. 1 2 3 4 5 6 7 8 9 10 11 12 13 14 15 16 17 18 19 20 21 22 23 24 25 26 27 28 29 30 31  France Libre.
4. 1 2 3 4 5 6 7 8  Fondation de la France Libre.